# Cormondrèche
Cormondrèche är en ort i kommunen Neuchâtel i kantonen Neuchâtel i Schweiz. Den ligger cirka 4,5 kilometer väster om Neuchâtel. Orten har 1 911 invånare (2023).
Före den 1 januari 2021 tillhörde Cormondrèche kommunen Corcelles-Cormondrèche.